# Francis Cleyn
Francis Cleyn o Francis Clein o Franz Cleyn (Rostock, 1582 – Londra, 1658) è stato un pittore, disegnatore e incisore tedesco.

## Biografia
Era figlio di un noto orafo, che dopo un apprendistato nei Paesi Bassi, lo inviò in Italia, a Roma, per quattro anni a scopo formativo.
Al suo rientro in patria venne ingaggiato, intorno al 1611, dal re Cristiano IV di Danimarca, per il quale eseguì vari lavori, dal ritratto del sovrano alle decorazioni delle sale di corte.
Nel 1624 ricevette l'invito del principe di Galles di mettersi al servizio del re Giacomo I. Il suo campo d'azione, da questo momento, si limiterà al disegno e all'illustrazione. Il suo lavoro principale furono i cartoni per arazzi riguardanti la manifattura di Mortlake, fondata nel 1619, un'attività di grande interesse e interesse per Carlo I d'Inghilterra, tra i quali è conservata ancora oggi, a Stoccolma nelle collezioni reali, la pregevole serie intitolata Storie di Ero e Leandro.
Successivamente Cleyn eseguì disegni per decorazioni di soffitti e pareti alla Somerset House, alla Carew House e alla Holland House.
Tra le opere eseguite da Cleyn prima del 1631, menzioniamo i disegni per un arco trionfale e il grande sigillo, copie di due dei cartoni di arazzo di Raffaello, e un crocifisso e altri dipinti per la regina.
Nel 1642 la Guerra Civile costrinse Carlo I a sospendere tutti i suoi sussidi a Mortlake, e la perdita dei suoi stipendi annuali dovette aver colpito pesantemente Clein. Una conseguenza fu che si dedicò alla stampa e alle illustrazioni, e quasi tutti i suoi disegni stampati appartengono al periodo dal 1645 fino alla sua morte.
Nel 1653 viveva vicino a Covent Garden, dove fu visitato da Richard Symonds, che stilò un elenco dei dipinti in suo possesso.
Morì a Mortlake e fu sepolto al Saint Paul Covent Garden il 23 marzo 1658.
Nel settore dell'illustrazione Cleyn disegnò i fogli dell'edizione oxfordiana relativi alla Metamorfosi di Ovidio (1632), le cui incisioni furono eseguite da Salomon Savery, oltre all'edizione inglese di Virgilio del 1658, incise da Wenceslaus Hollar; inoltre sono conservati fogli di temi ornamentali con putti, animali, tritoni, grottesche.
Per quanto riguarda le acqueforti, sono conservate le Sette arti liberali (1645), i Cinque sensi (1646), la Coppia musicante, l'Allegoria della musica.
Al British Museum è conservato un disegno con Ercole e la Giustizia.
I tre figli e le tre figlie di Cleyn lavorarono nel campo della miniatura e del disegno con buoni risultati.

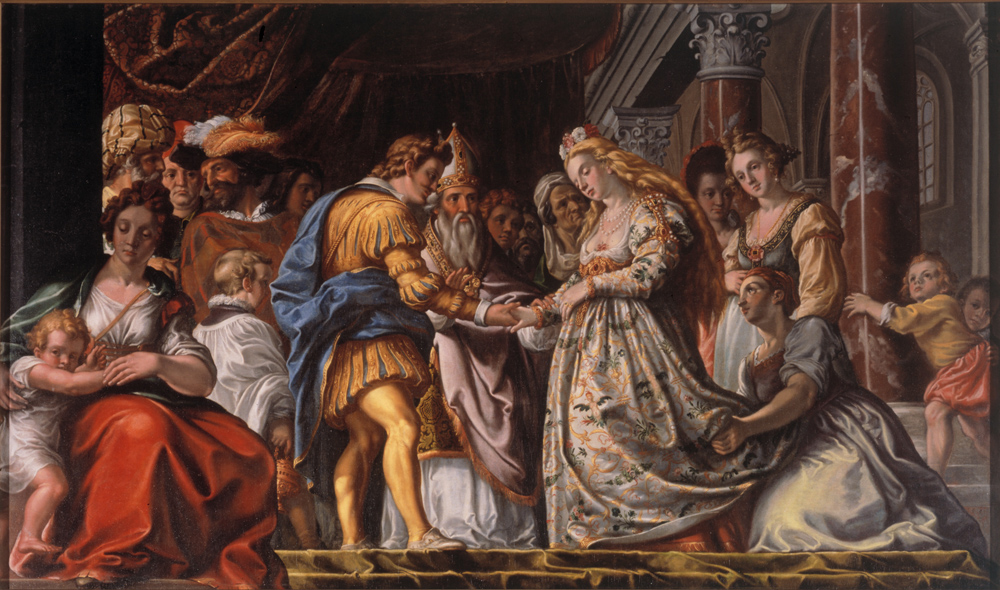
Promessa di matrimonio, circa 1620, Statens Museum for Kunst, Copenaghen
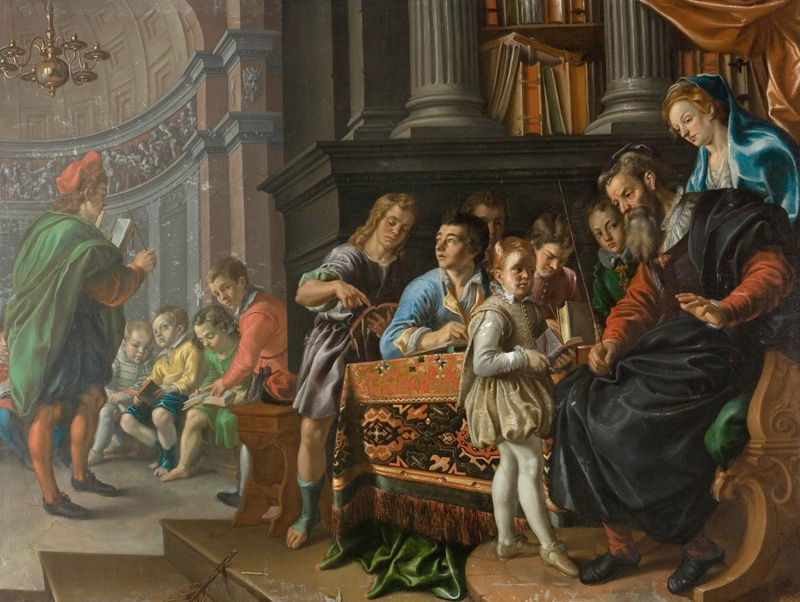
La scuola per ragazzi, 1611-1625, Statens Museum for Kunst, Copenaghen
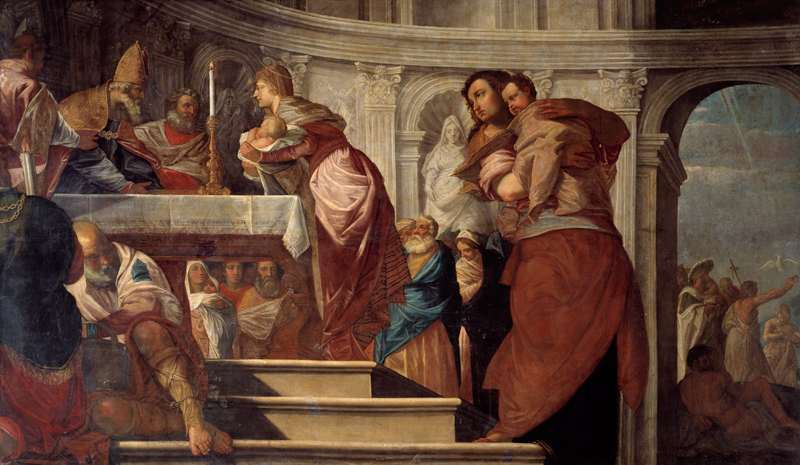
La presentazione di Gesù nel tempio e il Battesimo di Cristo, 1619-1622, Statens Museum for Kunst, Copenaghen